# Kyjov (Eslováquia)
Kyjov é um município da Eslováquia, situado no distrito de Stará Ľubovňa, na região de Prešov. Tem 15,65 km² de área e sua população em 2018 foi estimada em 755 habitantes.

## Demografia
| Ano:        | 1994 | 2004   | 2014   | 2024   |
| ----------- | ---- | ------ | ------ | ------ |
| Broj ljudi: | 716  | 767    | 759    | 740    |
| Razlika:    |      | +7,12% | -1,04% | -2,50% |

| Ano:               | 2023 | 2024   |
| ------------------ | ---- | ------ |
| Número de pessoas: | 733  | 740    |
| Diferença:         |      | +0,95% |